# Magdalena Pawłowska
Magdalena Pawłowska, född 11 februari 1994, är en polsk fäktare som tävlar i värja.

## Karriär
Vid världsmästerskapen i fäktning 2023 i Milano tog Pawłowska guld tillsammans med Renata Knapik-Miazga, Martyna Swatowska-Wenglarczyk och Ewa Trzebińska i lagtävlingen i värja.